# Украјинска православна црква у Дофену
Украјинска православна црква у Дофену једна је од православних цркава у покрајини Манитоба, која је организационо у саставу Украјинске Православне цркве у Канади. Црква која је саграђена у периоду од 1959—1966. године и по свом изгледу слична је православним црквама широм Источне Европе, са три куполе, као једном од симбол источне православне црквене културе.

## Историја
Почетак украјинске православне цркве у Дофену сеже у 1927. године када је неколико локалних становника ове руралне преријске општине тражила од господина Лубинецког да дође у Дофен и држи службу на Украјинском језику, зато што су богослужбења и верске књиге биле написане на старом словенском језику који је једва који који просечнан човек разумео.
Верска служба је одржана у кући господина Лубинецког и била је у потпуности на Украјинском језику. А први свештеник био је Велечасни Џон Мајба који је доласком у Дофен постао његов први становник свештеник.
У том периоду постојале су још две Украјински православне цркве у окружењу Дофена, једна у Косиву и један у Ашвилу, ћији верници су здушно помогали оснивању верске заједницу у Дофену. Први организациони састанак је одржан је 10. Фебруара 1929, када је изабран први извршни одбор сасатва; A. Evachevsky, председник; D. Senchuk, потпредседник; M. Trendiak, секретар; M. Kuney, благајник. Дана 1. маја, 1933 црквени одбор је учинио велики корак доноишењем одлуке да се у главној улици Дофена изгради црква. Са столаром задуженог за њену изградњу погошена је надокнада од 35 центи на сат. Заједно са њим на изградњи цркве радили су и чланови цркве у слободно време. Историјски догађај за Украјинске православне вернике у Дофену био је 9. јул 1933. године када је одршана прва литургија у непотпуно завршеној цркви (само са спољне стране). Литургију у цркви држао је отац E. Хритсина, становник свештеник, уз асистенцију свештеника др С. В. Савчука.
Како је време пролазило, све више и више православних верника постали су активни чланови црква, са жељом да очувају верску традицију за коју су се борили украјински краљеви и за коју су се Хетманс и хиљаде козака храбро положили живот чувајући православну вњеру од непријатељских хорди.

## Новоизграђена Украјинска црква Светог Ђорђа
Током 1958. године на једном од састанака црквени одбор је закључио да је православним верницима Дофена потребна већа црква и исте године покренуо иницијатива за изградњу нове цркве, капацитета 350 верника. Предложени трошкови требало је да износе 17.000 CAN $ , али су до завршетка цркве они премашил суму од 100.000 CAN $.
Градња нове цркве почела за време оца Тараса Шевченка; након што је он одбио да прихвати позив Владике Онтарија М Олесиука и дође на дужност пастора 1960. године.
Камен темељац за нову цркву је постављен је 1959. године, у присутву већине од 140 породица верске заједнице који су присуствовали служби.
Црква је изграђена у истом стилу као и цркве Источне Европе, са три куполе. У августу 1962. године, постављенес су куполе направљене од стаклених влакана. са бакарном оплатом и елеменатима од прозирне пластике и три беле крста на врху купола.
Године 1966. црква је споља комплетно завршена, а у њеној унутрашњости постављен је иконостас и сређен ентеријер.
Много поштовани Карилион у мају 1969. године, примио је на дар црквена звона од Michael Demchuks, и тако је црква коначно комплетирана.